# Alfons de Molina
Alfons de Molina (1203 - 1272) fou infant de Castella i senyor de Molina i de Mesa.
Fill del rei de Lleó Alfons IX i de la reina de Castella Berenguera I.
Es va casar successivament amb Mafalda de Lara, hereva de Molina i Mesa; amb Teresa Nuñez i amb Major Téllez de Meneses, senyora de Montealegre i Tiedra.
Del seu últim enllaç va néixer la cèlebre Maria de Molina, esposa del rei de Castella Sanç IV.